# Hedwig and the Angry Inch (película)
Hedwig and the Angry Inch, también conocida como Hedwig y The Angry Inch o Hedwig, es una película musical de comedia dramática estadounidense del 2001, dirigida por John Cameron Mitchell basada en la obra homónima estrenada off-Broadway escrita por Mitchell y Stephen Trask, y protagonizada por Mitchell en el papel titular, Michael Pitt, Miriam Shor, Trask, Michael Aronov y Karen Hines. La película se enfoca en una cantante trans de punk rock que realiza una gira por Estados Unidos para perseguir a su expareja, quien robó sus canciones y se volvió un éxito.
La película, estrenada después del atentado del 11 de septiembre del 2001 contra las Torres Gemelas en Nueva York, fue un fracaso en taquilla, y la película encontró a su audiencia después de su lanzamiento en DVD durante ese año. Con el paso del tiempo, obtuvo estatus de culto y tuvo una nueva adaptación en Broadway, protagonizada por Neil Patrick Harris en 2014.

## Argumento
Hedwig, una persona joven en Alemania del Este, se somete a una operación de cambio de sexo para casarse con un soldado americano y huir de Alemania del Este. La vaginoplastia resulta fallida, por lo que queda con una herida a la que apoda "la pulgada irritada". Después de que su marido la deja por otro hombre, Hedwig decide reinventarse como estrella de rock, y arma a la banda The Angry Inch y salir de gira. En uno de los conciertos, Hedwig conoce a un hombre más joven, Tommy, de quien se convierte en sus pareja y mentora, aunque él busca ser su colaborador para robar su música.

## Reparto
- John Cameron Mitchell - Hedwig
- Miriam Shor - Yitzhak
- Michael Pitt - Tommy Gnosis
- Karen Hines - Publicista de Tommy
- Maurice Dean Wint - Sargento Luther Robinson
- Andrea Martin - Phyllis Stein
- Stephen Trask - Skszp, miembro de The Angry Inch
- Theodore Liscinski - Jacek, miembro de The Angry Inch
- Rob Campbell - Krzysztof, miembro de The Angry Inch
- Michael Aronov - Schlatko, miembro de The Angry Inch

## Banda Sonora
Todas las canciones, de género rock punk, fueron compuestas por Stephen Trask. El álbum fue grabado en Bearsville Studios y distribuido por Atlantic Recording Corporation. 
| N.° | Título                                          | Duración |
| --- | ----------------------------------------------- | -------- |
| 1   | "Tear Me Down"                                  | 03:54    |
| 2   | "Origin of Love"                                | 06:04    |
| 3   | "Angry Inch"                                    | 02:58    |
| 4   | "Wicked Little Town" (versión de Tommy Gnosis)" | 03:52    |
| 5   | "Wig in a Box"                                  | 05:18    |
| 6   | "The Long Grift"                                | 02:58    |
| 7   | "Hedwig's Lament"                               | 01:54    |
| 8   | "Exquisite Corpse"                              | 02:56    |
| 9   | "Midnight Radio"                                | 05:40    |
| 10  | "Nailed"                                        | 03:27    |
| 11  | "Sugar Daddy"                                   | 3:58     |
| 12  | "Freaks" - con Girls Against Boys               | 03:52    |
| 13  | "In Your Arms Tonight"                          | 04:05    |
| 14  | "Wicked Little Town" (versión de Hedwig)"       | 04:02    |

## Premios y nominaciones[7]
La película ganó el premio a mejor director en el Sundance Film Festival, así como el premio a mejor debut actoral del Nacional Board of Review, los premios Gotham y la Asociación de Críticos de Película de Los Ángeles. Mitchell recibió un globo dorado por la nominación a mejor actor y el premio de la actuación del año otorgado por la revista el Premiere.
| Año  | Organización                                   | Premio                                    | Nominación                | Resultado |
| ---- | ---------------------------------------------- | ----------------------------------------- | ------------------------- | --------- |
| 2002 | Premios Phoenix Film Critics Society           | Mejor actor en un papel protagónico       | John Cameron Mitchell     | Nominado  |
| 2002 | Premios Phoenix Film Critics Society           | Mejor actriz en un papel de reparto       | Miriam Shor               | Nominada  |
| 2002 | Premios Phoenix Film Critics Society           | Mejor guion adaptado                      | John Cameron Mitchell     | Nominado  |
| 2002 | Premios Phoenix Film Critics Society           | Mejor uso de música previamente publicada | Hedwig and the Angry Inch | Ganador   |
| 2002 | Premios Phoenix Film Critics Society           | Mejor maquillaje                          | Mike Potter               | Nominado  |
| 2002 | Premios Phoenix Film Critics Society           | Mejor novato                              | John Cameron Mitchell     | Nominado  |
| 2002 | Premio Chlotrudis                              | Mejor actor                               | John Cameron Mitchell     | Ganador   |
| 2002 | Premio Chlotrudis                              | Mejor dirección                           | John Cameron Mitchell     | Nominado  |
| 2002 | Premio Chlotrudis                              | Mejor guion adaptado                      | John Cameron Mitchell     | Nominado  |
| 2001 | Festival de Cine de Sundance                   | Mejor dirección dramática                 | John Cameron Mitchell     | Ganador   |
| 2001 | Festival de Cine de Sundance                   | Premio de la Audiencia                    | John Cameron Mitchell     | Ganador   |
| 2001 | Festival de Cine de Sundance                   | Gran premio del Jurado                    | John Cameron Mitchell     | Nominado  |
| 2001 | Festival Internacional de Cine de São Paulo    | Mejor película internacional              | Hedwig and the Angry Inch | Nominado  |
| 2001 | Asociación de Críticos de Cine de Toronto      | Mejor interpretación masculina            | John Cameron Mitchell     | Nominado  |
| 2001 | Festival Internacional de Cine de Estocolmo    | Mención honorífica                        | John Cameron Mitchell     | Ganador   |
| 2001 | Festival Internacional de Cine de Estocolmo    | Caballo de oro                            | John Cameron Mitchell     | Nominado  |
| 2001 | Festival Internacional de Cine de Seattle      | Mejor actor                               | John Cameron Mitchell     | Ganador   |
| 2001 | Frameline Film Festival                        | Mejor ópera prima                         | Hedwig and the Angry Inch | Ganador   |
| 2001 | Festival Internacional de Cine de Provincetown | Mejor Película - Premio de la Audiencia   | Hedwig and the Angry Inch | Ganador   |